# Lohrbach (Insingen)
Lohrbach ist ein Gemeindeteil der Gemeinde Insingen im Landkreis Ansbach (Mittelfranken, Bayern). Lohrbach liegt in der Gemarkung Insingen.

## Geografie
Das Dorf liegt am Lohrbach, einem linken Zufluss der Tauber. Zwei Gemeindeverbindungsstraßen führen zur Kreisstraße AN 6 (0,9 km nordwestlich bzw. 1 km nordöstlich) und eine weitere zur Staatsstraße 2419 (1,1 km östlich).

## Geschichte
1801 gab es im Ort vier Gemeindrechte, von denen drei der Reichsstadt Rothenburg und einer Brandenburg-Ansbach unterstand.
Mit dem Gemeindeedikt (frühes 19. Jahrhundert) wurde der Ort dem Steuerdistrikt Lohr und der Ruralgemeinde Insingen zugewiesen.

### Ehemaliges Baudenkmal
- Haus Nr. 8: Ansehnliches, erdgeschossiges Wohnstallhaus. Straßengiebel des 17./18. Jahrhunderts in Fachwerk mit K-Streben vom Vorgängerbau übernommen.[7]

### Einwohnerentwicklung
| Jahr      | 001818 | 001840 | 001861 | 001871 | 001885 | 001900 | 001925 | 001950 | 001961 | 001970 | 001987 |
| Einwohner | 60     | 74     | 63     | 63     | 78     | 66     | 81     | 87     | 59     | 45     | 48     |
| Häuser    | 9      | 10     |        |        | 11     | 13     | 13     | 14     | 12     |        | 10     |
| Quelle    | [ 9 ]  | [ 10 ] | [ 11 ] | [ 12 ] | [ 13 ] | [ 14 ] | [ 15 ] | [ 16 ] | [ 17 ] | [ 18 ] | [ 1 ]  |

## Religion
Der Ort ist seit der Reformation evangelisch-lutherisch geprägt und bis heute nach St. Ulrich und Sebastian (Insingen) gepfarrt. Die Einwohner römisch-katholischer Konfession sind nach St. Laurentius (Bellershausen) gepfarrt.